# Gehyra australis
Gehyra australis är en ödleart som beskrevs av  Gray 1845. Gehyra australis ingår i släktet Gehyra och familjen geckoödlor. IUCN kategoriserar arten globalt som livskraftig. Inga underarter finns listade i Catalogue of Life.